# برونهیلده هندریکس
برونهیلده هندریکس (آلمانی: Brunhilde Hendrix; ۲ اوت ۱۹۳۸ – ۲۸ نوامبر ۱۹۹۵) دونده سرعت اهل آلمان بود.